# Klemens Janicki

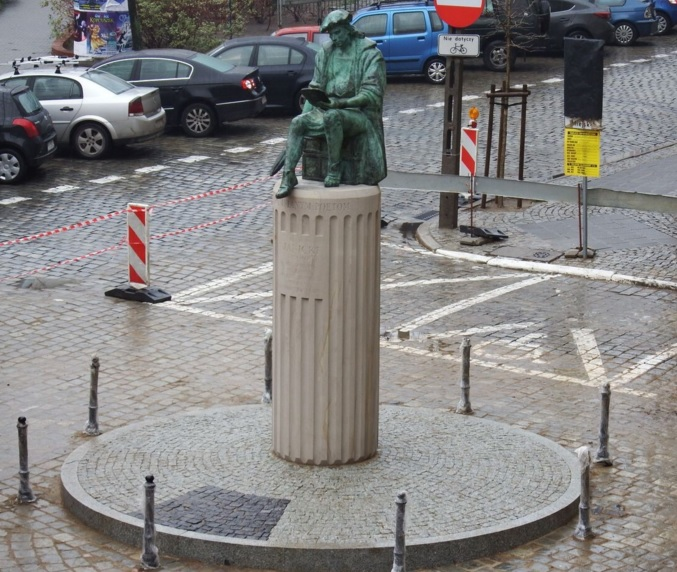
Pomnik Klemensa Janickiego w Poznaniu z 2015 roku

Klemens Janicki, łac. Ianicius, inne formy nazwiska: Janeczko, Janicius (Janitius), Janicjusz, Janicz, Janik, Januscovius, Januszkowski (ur. 17 listopada 1516 w Januszkowie, zm. prawdopodobnie w 1543 w Krakowie) – polski poeta piszący w języku łacińskim, humanista okresu odrodzenia.

## Życiorys

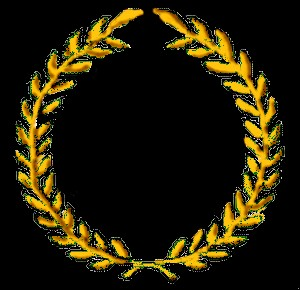
Poeta laureatus

Pochodził z rodziny chłopskiej. Uczęszczał do szkół gnieźnieńskich i poznańskich. Wykształcony w Akademii Lubrańskiego w Poznaniu, zyskał następnie opiekę od osób takich jak Jan Dantyszek, biskup Stanisław Hozjusz, arcybiskup Andrzej Krzycki. W 1536 został sekretarzem arcybiskupa gnieźnieńskiego Andrzeja Krzyckiego. Z tego okresu pochodzą elegie okolicznościowe: Ad Andream Cricium, De Cricio Cracovia eunte, oraz dzieło pisane na życzenie prymasa Vitae archaepiscoporum Gnesnensium (Żywoty arcybiskupów gnieźnieńskich, powst. 1536/1537, wyd. 1574).
Wojewoda krakowski Piotr Kmita przyjął go na swój dwór. Z tego okresu pochodzą utwory polityczne Janickiego: Querella Reipublicae Regni Poloniae i Ad Polonos proceres. Jego mecenas ułatwił też wyjazd na studia do Padwy (1538–1540). Tam zetknął się z przebywającymi we Włoszech Polakami: Piotrem Myszkowskim, Filipem Padniewskim, Andrzejem Zebrzydowskim.
22 lipca 1540 otrzymał dyplom doktora filozofii Uniwersytetu Padewskiego, od papieża Pawła III zaś – laur poetycki jako poeta laureatus. Pobyt we Włoszech i poznawanie przez niego kultury antycznej skróciła Janickiemu puchlina wodna. Po powrocie do kraju żył w obliczu nadciągającej śmierci, o której wspominał w tomie elegii Tristium liber (wyd. 1542), zwłaszcza w elegii O sobie samym do potomności (De se ipso ad posteritatem). Został proboszczem w Gołaczewach.
Napisał satyrę polityczną na upadek cnót rycerskich In Polonici vestitus varietatem et inconstantiam Dialogus (Dialog o pstrokaciźnie i zmienności polskich strojów, powst. 1541/1542, wyd. 1563). Oprócz tego jest autorem cyklu elegii Variae elegiae, epigramów ujętych w Epigrammata i wielokrotnie przedrukowywanych żywotów królów polskich Vitae regum Polonorum (wyd. pośmiertne 1563).
Do współczesnych tłumaczy poezji Janickiego na język polski należą Jacek Kowalski i Zygmunt Kubiak.

## Twórczość

### Ważniejsze utwory
- Vitae archiepiscoporum gnesnensium (Dystychy), powst. 1536/1537, wyd. Andrzej Trzecieski, Kraków 1574, drukarnia S. Szarffenberg (przekł. polski)
- Querela Reipublicae Regni Poloniae anno 1538 conscripta (brak miejsca i roku wydania)
- Tristium liber I. Variarum elegiarum liber I. Epigrammatum liber I, Kraków 1542, drukarnia F. Ungler; wyd. następne: Kraków (1547-1550); elegię O sobie samym dla potomności przedr. I. Chrzanowski, S. Kot Humanizm i reformacja w Polsce, Lwów 1927, s. 171–175; przekł. polski: pojedyncze elegie tłum. F. Zagórski Pamiętnik Warszawski 1801, t. 2, s. 197–200; J. Sygiert Almanach Lubelski 1815; W. Syrokomla; Z. Węclewski „Wiadomość o życiu... K. Janickiego”, Biblioteka Warszawska 1868, t. 4 i odb., Warszawa 1869; M. Jezienicki „K. Janickiego Księga żalów”, Przegląd Humanistyczny 1931; J. Birkenmajer Ziemia 1936, nr 9; J. Birkenmajer Wici Wielkopolskie 1937, nr 2/3; por. Wybór tekstów do dziejów kultury Wielkopolski, Poznań 1962; A. Kowalkowski Pomorze 1955 nr 3; E. Jędrkiewicz, wyd. A. Jelicz Antologia poezji polsko-łacińskiej 1470-1543, Warszawa 1956; przekł. francuski elegii VII ogł. A. Bonarski „L’Italie et la Pologne au cours des siècles”, Lozanna 1945, Cellection „Culture Européenne”. Échanges Intraeuropéens nr 2
- Epithalamii Serenissimo Regi Poloniae Domino Sigismundo Augusto... editio posthuma, Kraków 1543, drukarnia F. Ungler; przekł. polski: (anonim): (Epit. I), Pamiętnik Naukowy 1819, t. 2; L. Kondratowicz Athenaeum 1847, t. 3
- Vitae Regum Polonorum elegiaco carmino descriptae, Antwerpia 1563, drukarnia W. Silvius; wyd. następne: Kraków 1565; Kraków 1566; Kraków 1568; Kraków 1573; Kraków 1574; Kraków 1575 (2 edycje); Kraków 1605; Kraków 1621; Kraków 1631; Kraków 1634; Kraków 1670 i kilka wydań zagranicznych; przekł. polski i przeróbki: S. F. Klonowic Królów i książąt polskich zawarcie i opis, Kraków 1576 – J. Achacy Kmita Żywoty królów polskich, Kraków 1591, drukarnia M. Szarffenberger – przeróbka z końca XVI w. z unikatu bez karty tytułowej wyd. Z. Gloger pt. Nieznany śpiewnik historyczny polski z końca XVI w., Warszawa 1905 (według A. Brücknera: Książka 1906, nr 2) napisany na podstawie Vitae... prawdopodobnie przez B. Paprockiego. Być może jest to wspomniany przez H. Juszyńskiego (Dykcjonarz poetów polskich, t. 2, Kraków 1820, s. 427; por. Estreicher XIX, 170-171) Katalog królów i książąt polskich... rytmem polskim dla snadniejszej pamięci uczyniony – Jan Głuchowski Ikones książąt i królów polskich... Do tego są przyłożone wiersze łacińskie Jana Janicjusza poety, wyd. J. Januszowski, Kraków 1605 (według L. Ćwiklińskiego 1606), drukarnia Łazarzowa – Marcin Paszkowski przy przekł. A. Gwagnina Kronika Sarmacjej europejskiej, Kraków 1611 – Jan Bielski Widok Królestwa Polskiego, t. 1, Poznań 1763
- In Polonici vestitus varietatem et inconstantiam dialogus (satyra), powst. koniec 1541/początek 1542, wyd. przy Vitae Regum Polonorum elegiaco carmino descriptae, Antwerpia 1563 i przy edycjach następnych (nie przy wszystkich)
- Psalmus „In Te Domine speravi” paraphrastice oraz trzy epigramaty, ogł. A. Turyn „Anegdoton Janicianum”, Munera philologica L. Ćwikliński... oblata, Poznań 1936 i odb.

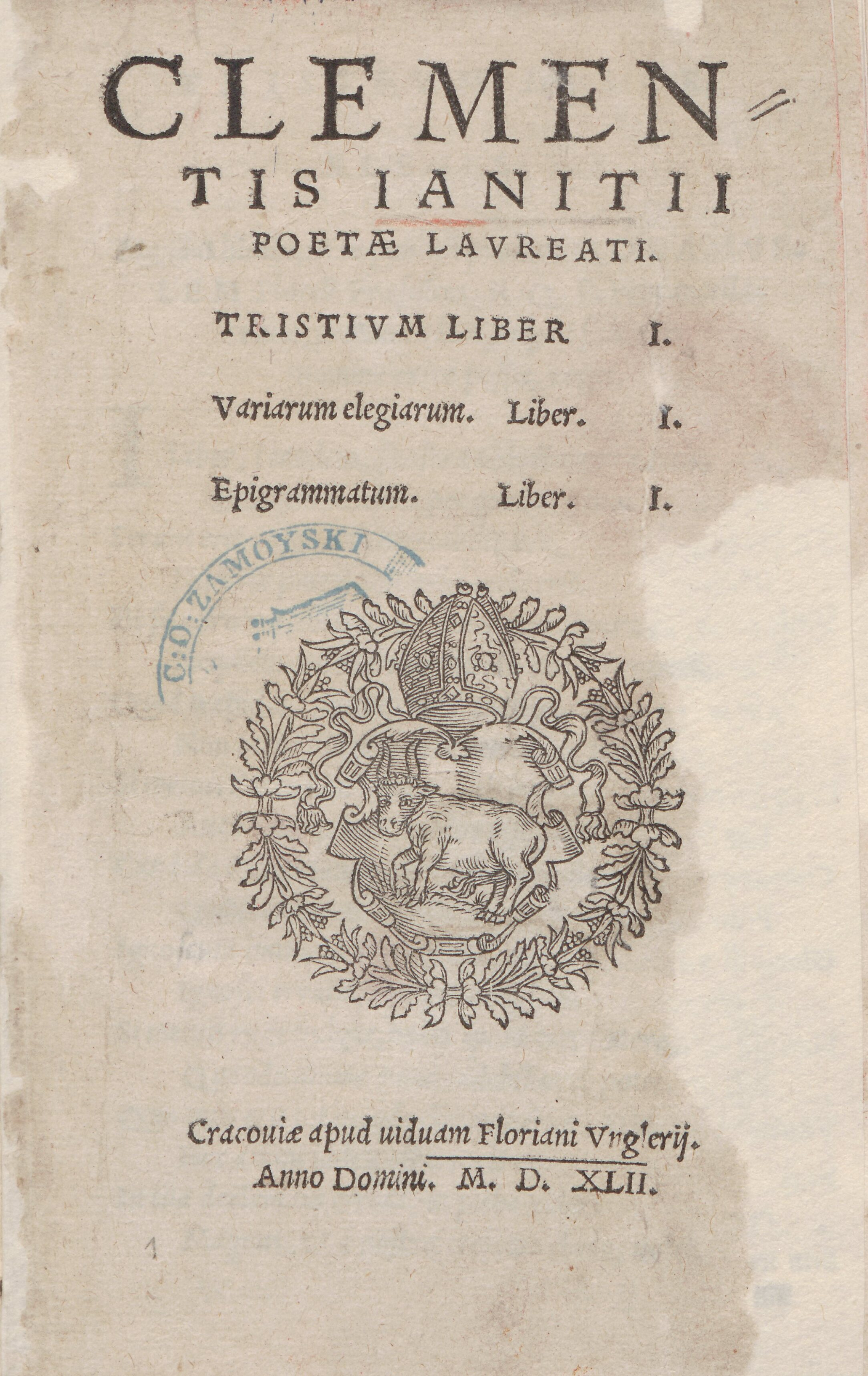
Clementis Ianitii poetae lavreati Tristivm liber I, Variarum elegiarum liber I, Epigrammatum liber I. 1542
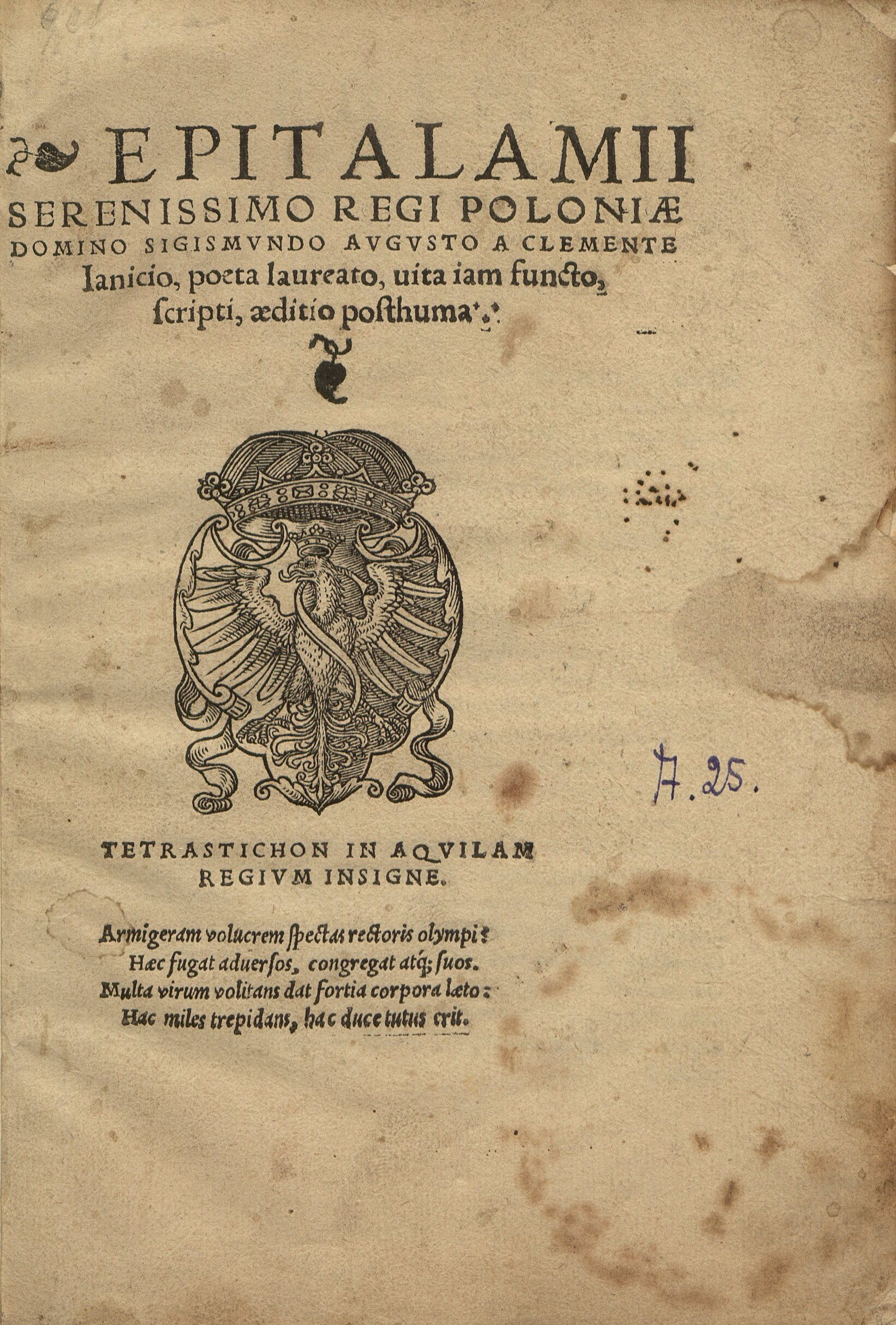
Epitalamii serenissimo regi Poloniae domino Sigismvndo Avgvsto 1543)
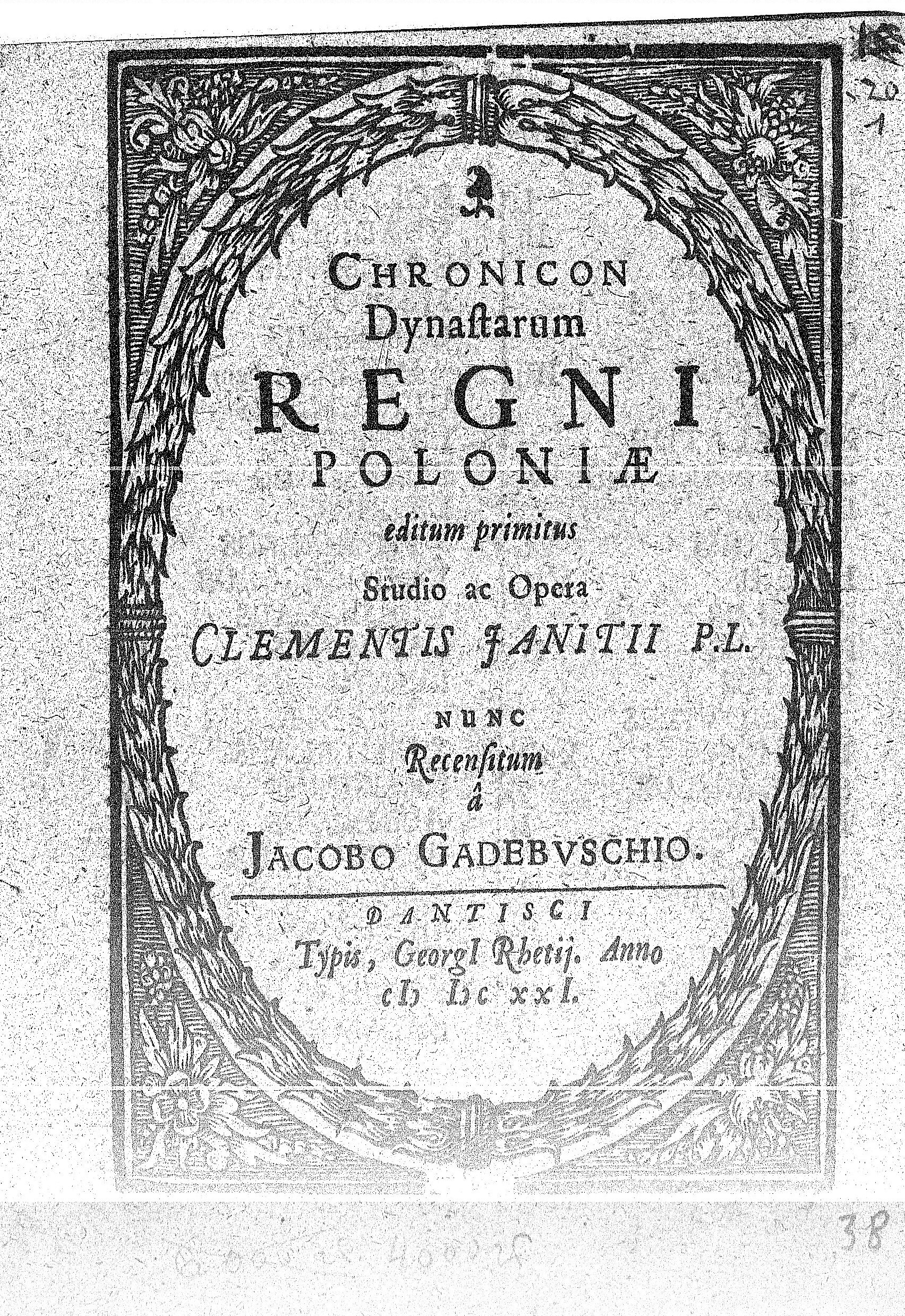
Chronicon dynastarum Regni Poloniae 1621

### Wydania zbiorowe
- Poemata in unum librum collecta, wyd. J. E. Boehmius, Lipsk 1755 (tu: Tristia, Vitae Polonorum principum, Vitae archiepiscoporum, Epithalamion)
- Poemata Klemensa Janickiego, przekł. W. Syrokomli, Wilno 1848; wyd. 2 w: Przekłady poetów pol.-łac., t. 1, Wilno 1851 (tu: Tristia, Epithalamium Zygmunta Augusta); fragmenty przedr. M. Plezia „Najstarsza poezja polsko-łacińska (do połowy XVI wieku)”, Wrocław 1952, Biblioteka Narodowa, seria I, nr 141
- Celniejsze utwory łacińskie Janickiego, Kochanowskiego i Sarbiewskiego, cz. 1-3, wyd. M. Jezienicki Sprawozdania Gimnazjum V we Lwowie 1898-1900 i odb. Lwów 1900
- Carmina selecta Janicii, Cochanovii, Sarbievii. In usum scholarum ed. C. Jędraszko, Warszawa 1924
- Poezje łacińskie Janickiego, Kochanowskiego i Sarbiewskiego do użytku w gimnazjum wybrał i oprac. J. Starowicz, Warszawa 1927
- Carmina, wyd. L. Ćwikliński, Kraków 1930, Corpus Antiquissimorum Poetarum Poloniae Latinorum, t. 6
- Utwory łacińskie. Przeł. i wstępem przełożył M. Jezieniecki, Lwów 1933; wybór przekł. M. Jezienieckiego przedr. J. Tuwim Cztery wieki fraszki polskiej, Warszawa 1937; wyd. 2 Warszawa 1957

### Listy i materiały
- Do Stanisława Kilowskiego, Kraków: 28 czerwca i 23 listopada 1537; Padwa, 30 grudnia 1539; wyd. T. Wierzbowski Materiały do dziejów piśmiennictwa polskiego, t. 1, Warszawa 1900; przedr. L. Ćwikliński przy: C. Janicii Carmina, wyd. L. Ćwikliński, Kraków 1930, Corpus Antiquissimorum Poetarum Poloniae Latinorum, t. 6; przeł. M. Jezienicki przy: K. Janicki Utwory łacińskie, Lwów 1933
- Do Bartłomieja Gądkowskiego, kanonika krakowskiego i poznańskiego, dat. na wsi, 20 września 1541, wyd. jako przedmowa polecająca do: Franciszek Nicontius De filio nato ex uxore absente marito, Kraków 1541, drukarnia H. Wietor; przedr. L. Ćwikliński, Kraków 1930, Corpus Antiquissimorum Poetarum Poloniae Latinorum, t. 6; przeł. M. Jezienicki przy: K. Janicki Utwory łacińskie, Lwów 1933
- Do K. Janickiego od Stanisława Górskiego, Kraków, 10 czerwca i listopad/grudzień 1538 (fragm.), wyd. T. Wierzbowski Materiały do dziejów piśmiennictwa polskiego, t. 1, Warszawa 1900, s. 69–73, 75–76; przedr. L. Ćwikliński przy: C. Janicii Carmina, wyd. L. Ćwikliński, Kraków 1930 (fragm.); przekł. polski: Pamiętnik Warszawski 1818, t. 12, s. 241–265 (fragm.), 393-416; M. Jezienicki, przedr. J. Tuwim Cztery wieki fraszki polskiej, Warszawa 1937 (fragm. listu pierwszego)
- Dyplom doktorski K. Janickiego z 1540, wyd. K. Miaskowski „Dyplom promocji doktorskiej K. Janickiego na doktora filozofii i poetę uwieńczonego”, Pamiętnik Literacki, rocznik 6 (1907); L. Ćwikliński, Kraków 1930, Corpus Antiquissimorum Poetarum Poloniae Latinorum, t. 6; przekł. polski L. Müllera ogł. M. Jezienicki, przedr. J. Tuwim Cztery wieki fraszki polskiej, Warszawa 1937
- 7 dokumentów z lat 1540–1543, dot. spraw majątkowych i spuścizny po K. Janickim, wyd. S. Windakiewicz Archwium do Dziejów Literatury i Oświaty w Polsce, t. 7 (1892) i odb. Kraków 1890; przedr. L. Ćwikliński, Kraków 1930, Corpus Antiquissimorum Poetarum Poloniae Latinorum, t. 6

## Upamiętnienie
Upamiętnienie postaci:
- obelisk w Januszkowie (1952) wystawiony przez lokalną społeczność pałucką z napisem: Klemensowi Janickiemu (1516-1543) synowi chłopa z Januszkowa utalentowanemu poecie polskiemu w roku 1952 ten pomnik wystawiło społeczeństwo powiatu żnińskiego,
- Szkoła Podstawowa w Januszkowie od 2009 r. nosi imię Klemensa Janickiego,
- tablica pamiątkowa umieszczona na budynku Szkoły Podstawowej w Januszkowie z okazji 500. rocznicy urodzin Janicjusza,
- Dom Kultury w Żninie,
- ulice w: Żninie, Poznaniu, Krakowie, Szczecinie, Wrocławiu, Bydgoszczy, Inowrocławiu, Janowcu Wlkp., Kcyni i Lesznie,
- stała wystawa w ramach Muzeum Ziemi Pałuckiej w Żninie,
- tablica pamiątkowa na gmachu Akademii Lubrańskiego w Poznaniu,
- 13 edycji Ogólnopolskiego Konkursu Wierszy o Laur Klemensa Janickiego (Zamek Cesarski w Poznaniu, z inicjatywy Jerzego Grupińskiego)[2],
- pomnik w Poznaniu na skrzyżowaniu ulic 23 Lutego i Masztalarskiej,
- Nagroda IANICIUS im. Klemensa Janickiego – przyznawana jest od lat dziewięćdziesiątych XX wieku z inicjatywy Jana Góreca-Rosińskiego[3].